# Virgílio do Nascimento Antunes
Virgílio do Nascimento Antunes (Batalha, São Mamede, 22 de Setembro de 1961) é um bispo católico português, atualmente Bispo da Diocese de Coimbra e por inerência 30.º Conde de Arganil de juro e herdade.

## Biografia
Foi ordenado presbítero da Diocese de Leiria-Fátima a 29 de Setembro de 1985. Desde então, assumiu diversos serviços na mesma diocese, com destaque para a formação de candidatos ao sacerdócio, como formador e reitor. Entretanto, especializou-se em ciências bíblicas, em Roma e em Jerusalém.
Em 25 de Setembro de 2008 assumiu o cargo de reitor do Santuário de Fátima para um mandato de cinco anos.
A 28 de Abril de 2011 foi nomeado pelo Papa Bento XVI bispo da Diocese de Coimbra.
Foi ordenado bispo a 3 de Julho de 2011, na Basílica da Santíssima Trindade, em Fátima, por D. Cardeal António Marto, bispo de Leiria-Fátima, D. Anacleto Oliveira, bispo de Viana do Castelo e por D. Albino Cleto, bispo de Coimbra.
Tomou posse como bispo de Coimbra no dia 10 de Julho de 2011, em Coimbra.